# Стшешево (Журомінський повіт)
Стшешево (пол. Strzeszewo) — село в Польщі, у гміні Бежунь Журомінського повіту Мазовецького воєводства.
Населення — 190 осіб (2011).
У 1975-1998 роках село належало до Цехановського воєводства.

## Демографія
Демографічна структура станом на 31 березня 2011 року:
|          | Загалом | Допрацездатний вік | Працездатний вік | Постпрацездатний вік |
| -------- | ------- | ------------------ | ---------------- | -------------------- |
| Чоловіки | 95      | 22                 | 66               | 7                    |
| Жінки    | 95      | 19                 | 57               | 19                   |
| Разом    | 190     | 41                 | 123              | 26                   |